# Receptor žučne kiseline
Receptor žučne kiseline je G-protein spregnuti receptor koji vezuje žučne kiseline. Jedan od efekata ovog receptora je aktivacija enzima dejodinaza, koji konvertuje prohormon tiroksin (T4) u aktivni hormon trijodotironin (T3). T3 zatim aktivira receptor tiroidnog hormona koji uvećava metaboličku stopu.
Ovaj gen kodira protein koji je član familije G protein-spregnutih receptora. On dejstvuje kao receptor na ćelijskoj površini za žučnu kiselinu. Izlaganje ćelija koje izražavaju ovaj GPCR žučnoj kiselini uzrokuje produkciju intraćelijskog cAMP, aktivaciju signalnog puta MAP kinaza, i internalizaciju receptora. Za ovaj receptor se smatra da učestvuje u supresiji funkcija makrofaga i regulacije energije homeostaze žučnim kiselinama. Alternativno splajsovanje stvara transkriptne varijante koje kodiraju isti protein.

## Literatura
1. ↑  Kawamata Y, Fujii R, Hosoya M, Harada M, Yoshida H, Miwa M, Fukusumi S, Habata Y, Itoh T, Shintani Y, Hinuma S, Fujisawa Y, Fujino M (2003). „A G protein-coupled receptor responsive to bile acids”. J. Biol. Chem. 278 (11): 9435—40. PMID 12524422. doi:10.1074/jbc.M209706200.
2. ↑  Watanabe M, Houten SM, Mataki C, Christoffolete MA, Kim BW, Sato H, Messaddeq N, Harney JW, Ezaki O, Kodama T, Schoonjans K, Bianco AC, Auwerx J (2006). „Bile acids induce energy expenditure by promoting intracellular thyroid hormone activation”. Nature. 439 (7075): 484—9. PMID 16400329. doi:10.1038/nature04330.
3. ↑  Baxter JD, Webb P (2006). „Metabolism: bile acids heat things up”. Nature. 439 (7075): 402—3. PMID 16437098. doi:10.1038/439402a.
4. ↑  „Entrez Gene: GPBAR1 G protein-coupled bile acid receptor 1”.

## Dodatna literatura
- Takeda S; Kadowaki S; Haga T;  . (2002). „Identification of G protein-coupled receptor genes from the human genome sequence.”. FEBS Lett. 520 (1-3): 97—101. PMID 12044878. doi:10.1016/S0014-5793(02)02775-8.
- Maruyama T; Miyamoto Y; Nakamura T;  . (2003). „Identification of membrane-type receptor for bile acids (M-BAR).”. Biochem. Biophys. Res. Commun. 298 (5): 714—9. PMID 12419312. doi:10.1016/S0006-291X(02)02550-0.
- Strausberg RL; Feingold EA; Grouse LH;  . (2003). „Generation and initial analysis of more than 15,000 full-length human and mouse cDNA sequences.”. Proc. Natl. Acad. Sci. U.S.A. 99 (26): 16899—903. PMC 139241 . PMID 12477932. doi:10.1073/pnas.242603899.
- Kawamata Y; Fujii R; Hosoya M;  . (2003). „A G protein-coupled receptor responsive to bile acids.”. J. Biol. Chem. 278 (11): 9435—40. PMID 12524422. doi:10.1074/jbc.M209706200.
- Ota T; Suzuki Y; Nishikawa T;  . (2004). „Complete sequencing and characterization of 21,243 full-length human cDNAs.”. Nat. Genet. 36 (1): 40—5. PMID 14702039. doi:10.1038/ng1285.
- Gerhard DS; Wagner L; Feingold EA;  . (2004). „The status, quality, and expansion of the NIH full-length cDNA project: the Mammalian Gene Collection (MGC).”. Genome Res. 14 (10B): 2121—7. PMC 528928 . PMID 15489334. doi:10.1101/gr.2596504.
- Watanabe M; Houten SM; Mataki C;  . (2006). „Bile acids induce energy expenditure by promoting intracellular thyroid hormone activation.”. Nature. 439 (7075): 484—9. PMID 16400329. doi:10.1038/nature04330.
- Thomas SM; Bhola NE; Zhang Q;  . (2007). „Cross-talk between G protein-coupled receptor and epidermal growth factor receptor signaling pathways contributes to growth and invasion of head and neck squamous cell carcinoma.”. Cancer Res. 66 (24): 11831—9. PMID 17178880. doi:10.1158/0008-5472.CAN-06-2876.
- Yasuda H; Hirata S; Inoue K;  . (2007). „Involvement of membrane-type bile acid receptor M-BAR/TGR5 in bile acid-induced activation of epidermal growth factor receptor and mitogen-activated protein kinases in gastric carcinoma cells.”. Biochem. Biophys. Res. Commun. 354 (1): 154—9. PMID 17214962. doi:10.1016/j.bbrc.2006.12.168.
- Keitel V; Reinehr R; Gatsios P;  . (2007). „The G-protein coupled bile salt receptor TGR5 is expressed in liver sinusoidal endothelial cells.”. Hepatology. 45 (3): 695—704. PMID 17326144. doi:10.1002/hep.21458.

## Spoljašnje veze
- „Bile Acid Receptor”. IUPHAR Database of Receptors and Ion Channels. International Union of Basic and Clinical Pharmacology. Архивирано из оригинала 03. 03. 2016. г.
- GPBAR1+protein,+human на 